# Mirjana Marković
Mirjana Marković, ofte kaldet Mira Marković (serbisk kyrillisk: Мирјана "Мира" Марковић, født 10. juli 1942 i Požarevac, død 14. april 2019) var en serbisk politiker, akademiker og hustru til den jugoslaviske og serbiske præsident Slobodan Milošević (1941-2006).
Hun var uddannet som sociolog og var i mange år universitetslærer.
Hun var formand for et parti, der var allieret med Slobodan Milošević's (Слободан Милошевић) socialistiske parti, og hun var medlem af det serbiske parlament.
Mirjana Marković blev i sine unge år gift med Slobodan Milošević, som hun stod nær. Ifølge mange udsagn lyttede Milošević til hende og fulgte ofte hendes råd.
Under processen ved Det internationale tribunal til pådømmelse af krigsforbrydelser i det tidligere Jugoslavien mod Milošević flyttede hun til Moskva, hvor også sønnen, Marko Milošević (Марко Милошевић), opholder sig.
Mirjana Marković var i politisk asyl i Rusland fra februar 2003 til sin død 14. april 2019.
1. ↑  Navnet er anført på engelsk og stammer fra Wikidata hvor navnet endnu ikke findes på dansk.